# Кевін Галлахер
Кевін Галлахер (англ. Kevin Gallacher, нар. 23 листопада 1966, Клайдбанк) — колишній шотландський футболіст, нападник.
Насамперед відомий виступами за клуби «Данді Юнайтед» та «Блекберн Роверз», а також національну збірну Шотландії.

## Клубна кар'єра
У дорослому футболі дебютував 1983 року виступами за «Данді Юнайтед», в якому провів сім сезонів, взявши участь у 131 матчі чемпіонату. 
Протягом 1990—1993 років захищав кольори «Ковентрі Сіті».
Своєю грою за останню команду привернув увагу представників тренерського штабу «Блекберн Роверз», до складу якого приєднався 1993 року. Відіграв за команду з Блекберна наступні шість сезонів своєї ігрової кар'єри. Більшість часу, проведеного у складі «Блекберн Роверз», був основним гравцем атакувальної ланки команди.
Згодом, з 1999 по 2002 рік, грав у складі команд клубів «Ньюкасл Юнайтед», «Престон Норт-Енд» та «Шеффілд Венсдей».
Завершив професійну ігрову кар'єру у нижчоліговому клубі «Гаддерсфілд Таун», за команду якого виступав протягом 2002 року.

## Виступи за збірну
1988 року дебютував в офіційних матчах у складі національної збірної Шотландії. Протягом кар'єри у національній команді, яка тривала 14 років, провів у формі головної команди країни 53 матчі, забивши 9 голів.
У складі збірної був учасником чемпіонату Європи 1992 року у Швеції, чемпіонату Європи 1996 року в Англії та чемпіонату світу 1998 року у Франції.

## Титули і досягнення
- Чемпіон Англії (1):

«Блекберн Роверз»: 1994–1995